# 赤水駅
赤水駅（あかみずえき）は、熊本県阿蘇市赤水にある、九州旅客鉄道（JR九州）豊肥本線の駅である。

## 歴史
- 1918年（大正7年）1月25日：鉄道院（後に日本国有鉄道）宮地軽便線の立野 - 宮地間延伸に伴い開業[2][3]。
- 1928年（昭和3年）12月2日：路線名の改称に伴い、豊肥本線の駅となる[2]。
- 1962年（昭和37年）10月1日：貨物取扱廃止[3]。
- 1966年（昭和41年）10月28日：昭和天皇、香淳皇后が第21回国民体育大会（大分県開催）からの帰途、県内を行幸啓。赤水駅発、三角駅着でお召し列車が運転[4]。
- 1983年（昭和58年）11月30日：荷物扱い廃止[5]。駅員無配置駅となる[6]。
- 1987年（昭和62年) 4月1日：国鉄分割民営化に伴い、九州旅客鉄道（JR九州）の駅となる[2][3]。
- 2016年（平成28年）4月14日：熊本地震によって発生した土砂災害により休止。
- 2020年（令和2年）8月8日：阿蘇 - 肥後大津間の運転再開に伴い営業再開[7][8]。
- 2025年（令和7年）3月15日：豊肥線内の特急停車を取りやめ、普通列車のみ停車となる。

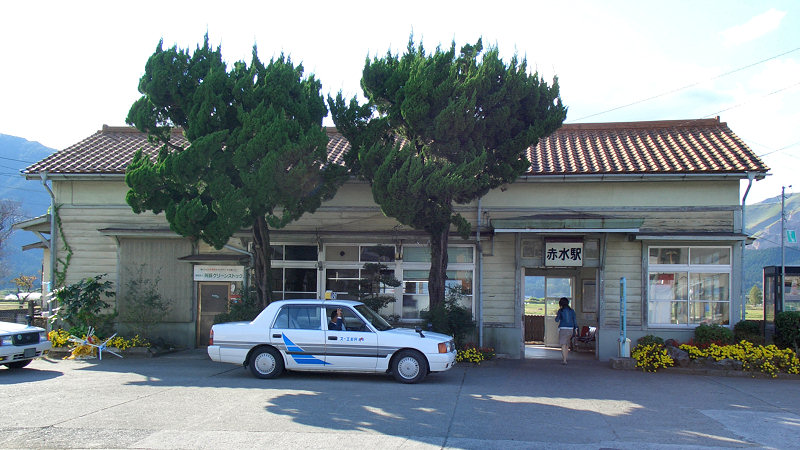
被災前の駅舎
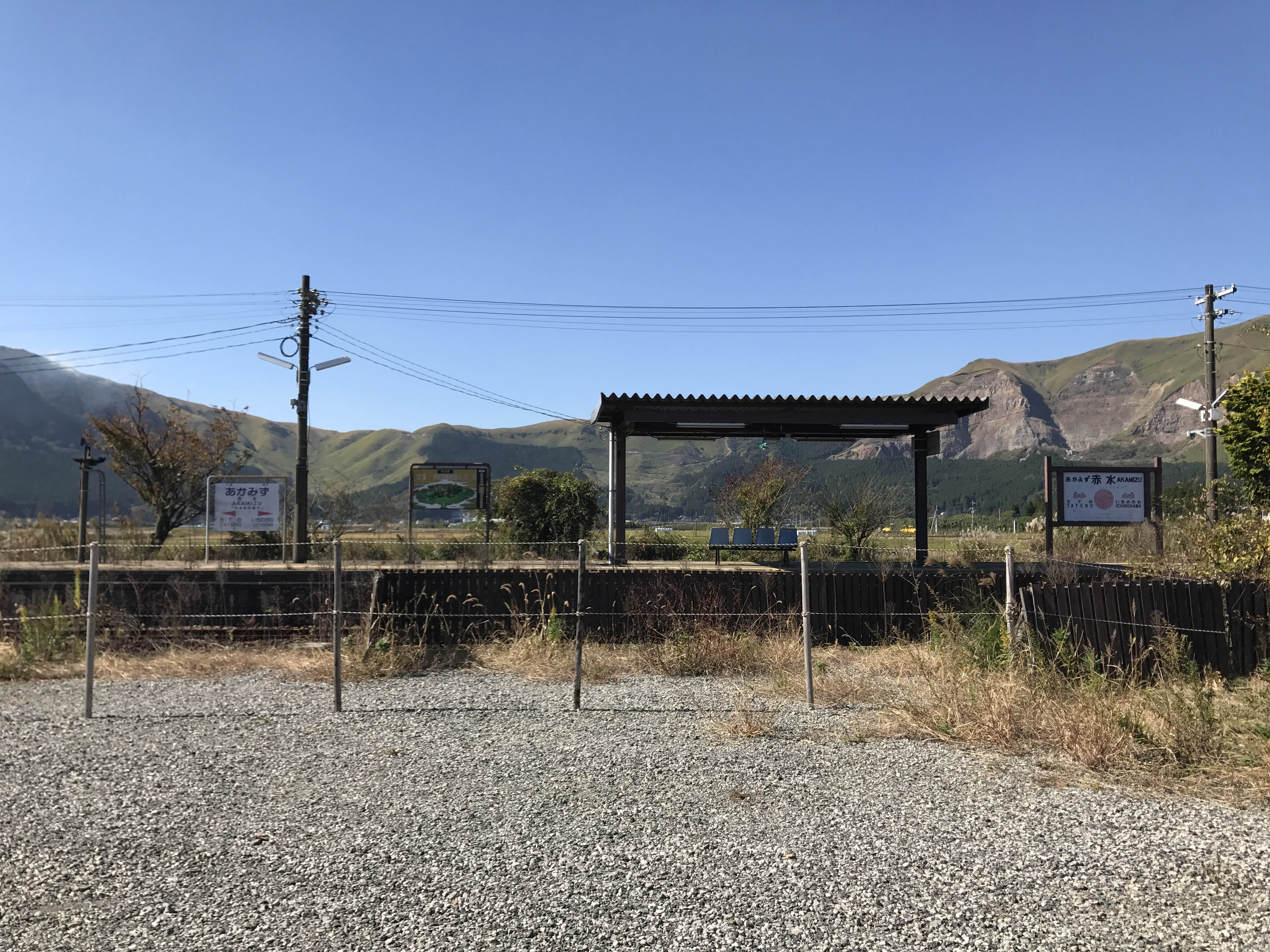
駅舎が解体された休止中の赤水駅（2017年11月）

## 駅構造

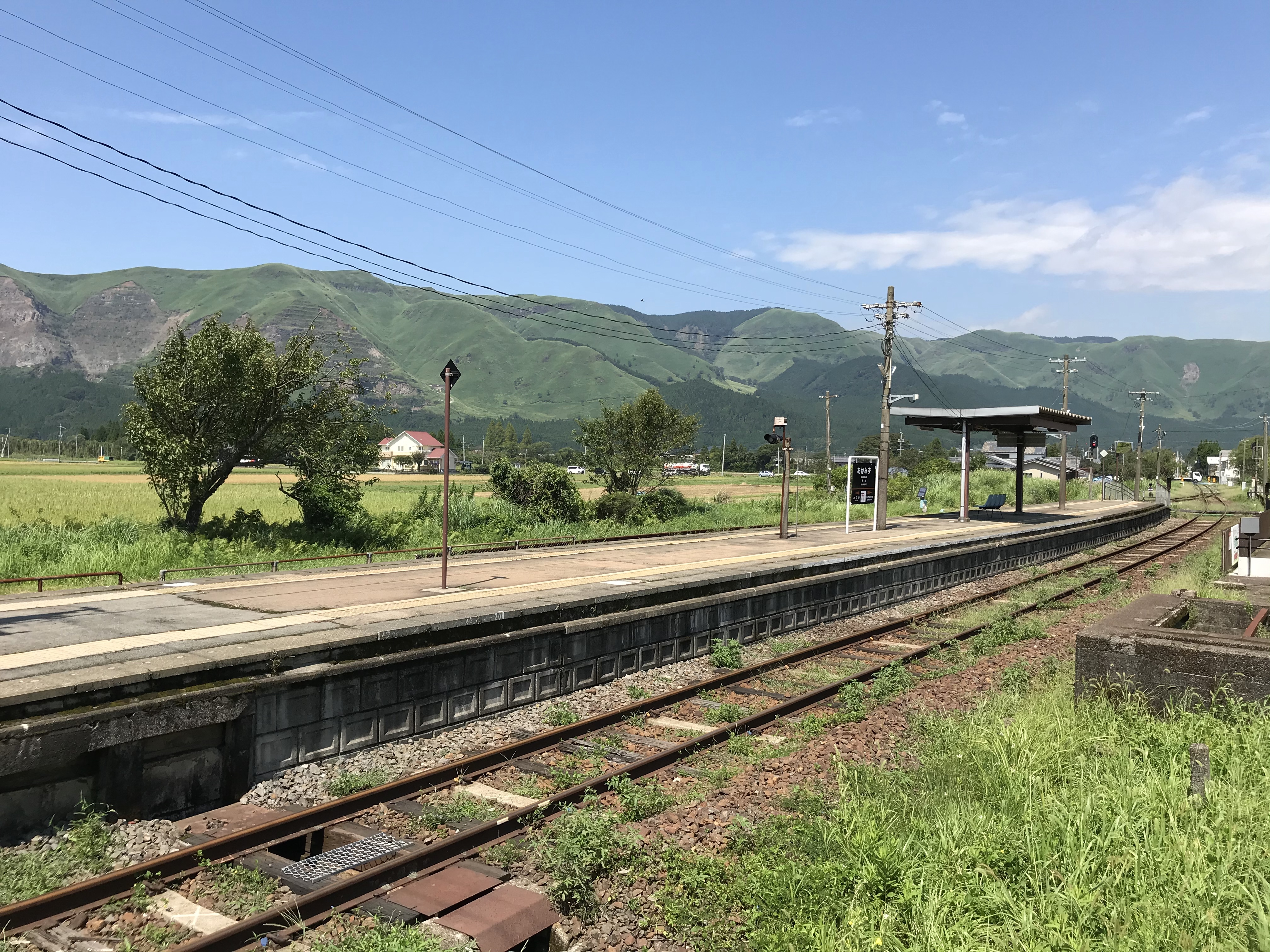
構内（2020年9月）

島式ホーム1面2線を有する地上駅。駅舎とホームは構内踏切で連絡している。
旧駅舎は熊本地震により被災し、解体された。

### のりば
| のりば | 路線      | 方向 | 行先               |
| ------ | --------- | ---- | ------------------ |
| 1      | ■豊肥本線 | 上り | 肥後大津・熊本方面 |
| 2      | ■豊肥本線 | 下り | 阿蘇・大分方面     |

## 駅周辺
- 赤水郵便局
- 東海大学阿蘇キャンパス
- コメリハード＆グリーン長陽店
- 阿蘇ファームランド
- 阿蘇猿まわし劇場
- 杉養蜂園阿蘇みつばち牧場
- 阿蘇赤水温泉
- 湯田巻狩温泉
- 蛇石神社
- 国道57号[1]
- 熊本県道23号菊池赤水線
- 熊本県道149号河陰阿蘇線
- 熊本県道298号阿蘇公園下野線（阿蘇パノラマライン・阿蘇登山道路）

## 隣の駅
九州旅客鉄道（JR九州）
■豊肥本線
■普通
市ノ川駅 - 赤水駅 - 立野駅